# Point Coordination Function
Point Coordination Function (PCF) ist ein Medienzugriffsverfahren, welches in WLANs eingesetzt wird.
Dieses Verfahren arbeitet mit einer zentralen Station, oftmals einem Wireless Access Point, um den Zugriff der einzelnen Stationen zu koordinieren.
Durch die zentrale Steuerung werden Kollisionen vermieden.
Bei hohem Verkehrsaufkommen schaltet der Access Point auf diesen Polling-Modus um, bei dem jeder Client mittels Polling zum Datentransfer aufgefordert wird.

## iPCF
iPCF (industrial Point Coordination Function) oder auch Rapid Roaming ist eine Erweiterung des Standards IEEE 802.11. Es ist ein proprietäres Verfahren, welches in einer WLAN Infrastruktur Roamingzeiten von unter 50 ms unterstützt. Sowohl Access Point als auch Client müssen Rapid Roaming unterstützen.
In der Automatisierungstechnik ist es in vielen Anwendungsfällen notwendig, Prozessdaten und Alarme in Real-Time (auf der Definition von IEEE und IEC) zu übertragen. Die bestehenden Roamingverfahren DCF und PCF lassen es nicht zu, diese Daten in Real-Time unterbrechungsfrei zu übertragen. Dieses Verfahren wurde im Rahmen von Profinet entwickelt.